# Paul van Asbroeck
Pour les articles homonymes, voir Asbroeck.
Paul van Asbroek (Schaerbeek 1er mai 1874 - 20 avril 1959) était un tireur sportif belge.

## Carrière
Il remporte trois médailles olympiques :
- la médaille de bronze au Rifle d'ordonnance, 300m, 3 positions, aux Jeux olympiques d'été de 1900 de Paris (médaille partagée avec le norvégien Ole Østmo)
- la médaille d'argent au 50y pistolet d'ordonnance, par équipes, avec Réginald Storms, Charles Paumier du Verger et René Englebert aux Jeux olympiques d'été de 1908 de Londres
- la médaille d'or au pistolet, 50m, 60 coups  aux Jeux olympiques d'été de 1908 de Londres